# روجير بارنيلس
روجير بارنيلس (بالإسبانية: Roger Barnils) (27 مايو 1994 في إسبانيا - ) هو لاعب كرة قدم إسباني في مركز الوسط. لعب مع إشبيلية أتلتيكو ونادي ياغوستيرا وAEC Manlleu ‏.

## روابط خارجية
- روجير بارنيلس على موقع قاعدة بيانات كرة القدم.إي يو (الإنجليزية)
- روجير بارنيلس على موقع Soccerway.com (الإنجليزية)
- روجير بارنيلس على موقع AS.com (الإسبانية)